# 400 mètres nage libre masculin aux Jeux olympiques d'été de 2016
Navigation
Londres 2012 Tokyo 2020
Le 400 m nage libre hommes est une épreuve des Jeux olympiques d'été de 2016 ayant eu lieu le 6 août, au Centre olympique national de Rio de Janeiro.

## Résultats

### Séries
Les huit meilleurs temps des séries se qualifient pour la finale.
| Rang | Nom                            | Pays               | Temps         | Notes    |
| ---- | ------------------------------ | ------------------ | ------------- | -------- |
| 1    | Conor Dwyer                    | États-Unis         | 3 min 43 s 42 | Qualifié |
| 2    | Mack Horton                    | Australie          | 3 min 43 s 84 | Qualifié |
| 3    | Gabriele Detti                 | Italie             | 3 min 43 s 95 | Qualifié |
| 4    | Sun Yang                       | Chine              | 3 min 44 s 23 | Qualifié |
| 5    | David McKeon                   | Australie          | 3 min 44 s 68 | Qualifié |
| 6    | James Guy                      | Royaume-Uni        | 3 min 45 s 31 | Qualifié |
| 7    | Connor Jaeger                  | États-Unis         | 3 min 45 s 37 | Qualifié |
| 8    | Jordan Pothain                 | France             | 3 min 45 s 43 | Qualifié |
| 9    | Florian Vogel                  | Allemagne          | 3 min 45 s 49 |          |
| 10   | Park Tae-hwan                  | Corée du Sud       | 3 min 45 s 63 |          |
| 11   | Ryan Cochrane                  | Canada             | 3 min 45 s 83 |          |
| 12   | Devon Myles William Brown      | Afrique du Sud     | 3 min 45 s 92 |          |
| 13   | Stephen Milne                  | Royaume-Uni        | 3 min 46 s 00 |          |
| 14   | Velimir Stjepanović            | Serbie             | 3 min 46 s 78 |          |
| 15   | Aleksandr Krasnykh             | Russie             | 3 min 47 s 39 |          |
| 16   | Marwan Elkamash                | Egypte             | 3 min 47 s 43 |          |
| 17   | Henrik Christiansen            | Norvège            | 3 min 47 s 90 |          |
| 18   | Maarten Brzoskowski            | Pays-Bas           | 3 min 48 s 00 |          |
| 19   | Matt Hutchins                  | Nouvelle-Zélande   | 3 min 48 s 25 |          |
| 20   | Anton Ipsen                    | Danemark           | 3 min 48 s 31 |          |
| 21   | Péter Bernek                   | Hongrie            | 3 min 48 s 58 |          |
| 22   | Marcelo Alberto Acosta Jimenez | Honfuras           | 3 min 48 s 82 |          |
| 23   | Wojciech Wojdak                | Pologne            | 3 min 48 s 87 |          |
| 24   | Clemens Rapp                   | Allemagne          | 3 min 49 s 10 |          |
| 25   | Felix Auboeck                  | Autriche           | 3 min 49 s 35 |          |
| 26   | Ziao Qiu                       | Chine              | 3 min 49 s 45 |          |
| 27   | Ahmed Akram                    | Egypte             | 3 min 49 s 46 |          |
| 28   | Filip Zaborowski               | Pologne            | 3 min 49 s 84 |          |
| 29   | Jan Micka                      | République tchèque | 3 min 49 s 97 |          |
| 30   | Viacheslav Andrusenko          | Russie             | 3 min 50 s 23 |          |
| 31   | Naito Ehara                    | Japon              | 3 min 50 s 61 |          |
| 32   | Luiz Altamir                   | Brésil             | 3 min 50 s 82 |          |
| 33   | Cristian Quintero Valero       | Venezuela          | 3 min 50 s 84 |          |
| 34   | Welson Sim                     | Malaisie           | 3 min 51 s 57 |          |
| 35   | Ahmed Mathlouthi               | Tunisie            | 3 min 52 s 00 |          |
| 36   | Mads Glæsner                   | Danemark           | 3 min 52 s 59 |          |
| 37   | Miguel Duran Navia             | Espagne            | 3 min 53 s 40 |          |
| 38   | Gergo Kis                      | Hongrie            | 3 min 54 s 15 |          |
| 39   | Martin Naidich                 | Argentine          | 3 min 54 s 58 |          |
| 40   | David Brendl                   | Autriche           | 3 min 54 s 59 |          |
| 41   | Dimítrios Dimitríou            | Grèce              | 3 min 54 s 98 |          |
| 42   | Matias Koski                   | Finlande           | 3 min 55 s 57 |          |
| 43   | Nezir Karap                    | Turquie            | 3 min 58 s 37 |          |
| 44   | Alex Sobers                    | Barbade            | 3 min 59 s 97 |          |
| 45   | Irakli Revishvili              | Géorgie            | 4 min 00 s 56 |          |
| 46   | Jessie Khing Lacuna            | Philippines        | 4 min 01 s 70 |          |
| 47   | Iacovos Hadjiconstantinou      | Chypre             | 4 min 03 s 53 |          |
| 48   | Geoffrey Butler                | Îles Caïmans       | 4 min 07 s 87 |          |
| 49   | Pol Arias Dourdet              | Andorre            | 4 min 21 s 16 |          |
| 50   | Haris Bandey                   | Pakistan           | 4 min 33 s 13 |          |

### Finale
| Rang | Nom            | Pays        | Temps         | Notes |
| ---- | -------------- | ----------- | ------------- | ----- |
| 1    | Mack Horton    | Australie   | 3 min 41 s 55 |       |
| 2    | Sun Yang       | Chine       | 3 min 41 s 68 |       |
| 3    | Gabriele Detti | Italie      | 3 min 43 s 49 |       |
| 4    | Conor Dwyer    | États-Unis  | 3 min 44 s 01 |       |
| 5    | Connor Jaeger  | États-Unis  | 3 min 44 s 16 |       |
| 6    | James Guy      | Royaume-Uni | 3 min 44 s 68 |       |
| 7    | David McKeon   | Australie   | 3 min 45 s 28 |       |
| 8    | Jordan Pothain | France      | 3 min 49 s 07 |       |